# Nigidius semicariosus
Nigidius semicariosus là một loài bọ cánh cứng trong họ Lucanidae. Loài này được Nonfried Fairmaire mô tả khoa học năm 1891.